# Rewolta w Pernambuco
Rewolta w Pernambuco – krótkotrwałe republikańskie powstanie w północnej Brazylii, w roku 1817.
Na początku XIX w. narastały coraz większe napięcia między rządzącymi Portugalczykami, a mieszkańcami Brazylii. Lokalne brazylijskie elity dążyły do większej autonomii, zirytowane arogancją przedstawicieli portugalskiego dworu. Wraz z napływem nowych imigrantów z Europy, pojawiały się też nowe idee porządku społecznego, republikanizmu; loże masońskie pozwalały ludziom z różnych warstw wymieniać idee i nawiązywać szerokie kontakty. Niektóre z nich rozpoczęły antyportugalską działalność konspiracyjną.
Pragnąc uprzedzić działania spiskowców, 6 marca 1817 roku portugalski gubernator Caetano Pinto de Miranda Montenegro spróbował zaaresztować przywódców; jeden z nich, José de Barros Lima, dowódca lokalnej milicji, zabiwszy wysłanych po niego oficerów, wszczął powstanie. Licząca ok. 800 żołnierzy brygada milicji uwolniła pozostałych aresztowanych i 7 marca zdobyła Recife. Gubernator wynegocjował możliwość opuszczenia swojej stolicy i pięć dni później wyjechał do Rio de Janeiro, gdzie został aresztowany za układanie się z rebeliantami.
Powstańcy proklamowali republikę i nawoływali do wypędzenia z prowincji wszystkich Portugalczyków. Zyskali dość szerokie poparcie wśród lokalnych elit (wojskowych, kupców i ziemian) – w szczególności zaś kleru: powstanie określano mianem „rebelii księży”, tak wielu z nich ją poparło. Powstańcy powoływali się na konstytucyjne ideały USA, ale mimo sympatii wyrażanej przez amerykańską opinię publiczną i prasę, a także – prywatnie – przez administrację prezydenta Monroego, Stany Zjednoczone zachowały ścisłą neutralność i odmówiły uznania powstańczego rządu. Poparcia odmówiły także rządy Wielkiej Brytanii i Argentyny.
Powstanie ogarnęło prowincje Paraíba i Rio Grande do Norte, a sięgnęło też południa prowincji Ceará, ale nie miało charakteru „narodowego”. Każda z trzech zbuntowanych prowincji ustanowiła własny rząd. Zrażeni nazbyt jawnie głoszonym republikanizmem  tradycjonaliści, w szczególności zaniepokojeni ideałami równości wszystkich ludzi, wielcy posiadacze ziemscy, opierający się na pracy niewolników, nie wsparli powstania. Mimo że republikański rząd usiłował ich uspokoić, twierdząc, że będzie przestrzegał własności prywatnej i do zniesienia niewolnictwa będzie zmierzał metodami stopniowymi i legalnymi, nie pozyskał ich poparcia. Równocześnie zaś nie przekonał do siebie także warstw biedoty, którą mogłyby pociągnąć bardziej radykalne propozycje przemian.
Tymczasem Portugalczycy rozpoczęli działania przeciw Pernambuco. Z końcem marca pod Recife przybyły dwie korwety oraz szkuner, rozpoczynając blokadę morską. 2 marca eskadrę wsparły dwa kolejne okręty pod dowództwem admirała Rodrigo Lobo, który 16 kwietnia wystosował żądanie kapitulacji, odrzucone przez powstańców. Pod koniec miesiąca do Pernambuco wkroczyły cztery pułki piechoty, dowodzone przez nowego gubernatora, Luiza do Rego.
17 maja 800 żołnierzy milicji z lojalnej wobec Portugalii prowincji Bahia, rozbiło pod Serinhão oddział rebeliantów, który Domingos José Martins, wyprowadził z Recife kierując na południe. Martins dostał się do niewoli. Dwa dni później, inny dowódca powstańczy, Domingos Teotônio Jorge, opuścił Recife, które następnie zajął adm. Lobo. Dwa pułki Jorgego przebiły się do Engenho Paulista, gdzie zostały rozpuszczone, a ich członkowie stali się celem portugalskich prześladowań. W nagrodę za lojalność wobec króla, ziemianie z Alagoas, otrzymali własny stan, wykrojony z ziem Pernambuco.